# A mesebanda − Dr. Seuss kacagtató kacatjai
A mesebanda − Dr. Seuss kacagtató kacatjai (eredeti cím: The Wubbulous World of Dr. Seuss) amerikai televíziós bábfilmsorozat, amelyben Dr. Seuss mesefigurái szerepelnek. A főszereplő, A macska (The Cat in The Hat). Amerikában a Nickelodeon mutatta be, Magyarországon az M2 tűzte műsorra.

## Szereplők
| Szereplő | Szereplő                       | Eredeti hang                                                    | Magyar hang     |
| Magyarul | Angolul                        | Eredeti hang                                                    | Magyar hang     |
| --- | ------------------------------ | --------------------------------------------------------------- | --------------- |
| Macska úr / Macskalap | The Cat in the Hat             | Bruce Lanoil (1. évadban) Martin P. Robinson (2. évadban)       | Seder Gábor     |
| Terrence madár | Terrence McBird                | Anthony Asbury                                                  | Bácskai János   |
| "A" kismacska | Little Cat A                   | Kathryn Mullen (1. évadban) Leslie Carrara (2. évadban)         | Bodrogi Attila  |
| "B" kismacska | Little Cat B                   | Stephanie D'Abruzzo                                             | ?               |
| "C" kismacska | Little Cat A                   | John Kennedy                                                    | Pálmai Szabolcs |
| A Grincs | The Grinch                     | Anthony Asbury                                                  | Forgács Gábor   |
| Max, a kutya | Max the Dog                    | Kathryn Mullen (1. évadban) Stephanie D'Abruzzo (2. évadban)    | Szokol Péter    |
| Zoknis Fox | Fox in Socks                   | Bruce Lanoil (1. évadban) Tim Lagasse (2. évadban)              | ?               |
| Mr. Knox | Mr. Knox                       | John Kennedy                                                    | Szatory Dávid   |
| Jene a teknős | Yertle the Turtle              | Anthony Asbury                                                  | Magyar Bálint   |
| Horton, az elefánt | Horton the Elephant            | John Kennedy                                                    | Barát Attila    |
| Morton, az elefántmadár | Morton the Elephant-Bird       | Kathryn Mullen (1. évadban) Leslie Carrara-Rudolph (2. évadban) | Laudon Andrea   |
| Jane Kenguru | Jane Kangaroo                  | Stephanie D'Abruzzo                                             | ?               |
| Junior Kenguru | Junior Kangaroo                | Kathryn Mullen (1. évadban) Tim Lagasse (2. évadban)            | Szabó Máté      |
| Tivadar, a nagyszívű jávorszarvas | Thidwick the Big-Hearted Moose | Anthony Asbury                                                  | ?               |
| Szőrfonók | The Wickershams                | ?                                                               | Hegedűs Miklós  |
| Norval, a hal | Norval the Fish                | John Kennedy                                                    | ?               |
| Pöttöm Sári | Sarah Hall Small               | Stephanie D'Abruzzo                                             | Kántor Kitty    |
| Matthew Katroom | Matthew Katroom                | Anthony Asbury                                                  | ?               |
| Sam Én | Sam-I-Am                       | John Kennedy                                                    | Csuha Lajos     |
| Pam Én | Pam-I-Am                       | Stephanie D'Abruzzo                                             | ?               |
| Szil Zsu | Sue Snue                       | Stephanie D'Abruzzo                                             | ?               |
| Szépen-Szóló-Szőlő Sally | Sally Spingel-Spungel-Sporn    | Camille Bonora Stephanie D'Abruzzo                              | ?               |
| Derwin király | King Derwin                    | Nem szólal meg                                                  | Nem szólal meg  |
| Tizz hercegnő | Princess Tizz                  | Leslie Carrara-Rudolph                                          | ?               |
| Milo | Milo                           | Anthony Asbury                                                  | Markovics Tamás |
| További magyar hangok |                                |                                                                 |                 |
| Albert Péter, Baráth István, Bácskai János, Beratin Gábor, Berkes Bence, Bognár Tamás, Bolla Róbert, Bókai Mária, Csuha Borbála, Csuha Lajos, Dézsy Szabó Gábor, Fekete Zoltán, Grúber Zita, Haffner Anikó, Hegedűs Miklós, Honti Molnár Gábor, Izsóf Vilmos (utolsó szerepe), Kapácsy Miklós, Kassai Ilona, Kassai Károly, Kántor Kitty, Kisfalusi Lehel, Lamboni Anna, Laudon Andrea, Pekár Adrienn, Pusztaszeri Kornél, Szokol Péter |                                |                                                                 |                 |

## Epizódok
| #            | Magyar cím                               | Eredeti cím                                          |  |
| ------------ | ---------------------------------------- | ---------------------------------------------------- |  |
|              |                                          |                                                      |  |
| ELSŐ ÉVAD    |                                          |                                                      |  |
|              |                                          |                                                      |  |
| 01.          | A csiripán éneke                         | The Song of the Zubble-Wump                          |  |
|              |                                          |                                                      |  |
| 02.          | Élet egyszerűsítő                        | The Simplifier                                       |  |
|              |                                          |                                                      |  |
| 03.          | A király szakálla                        | The King's Beard                                     |  |
|              |                                          |                                                      |  |
| 04.          | Zabarelli asszony stafétabotja           | Mrs. Zabarelli's Holiday Baton                       |  |
|              |                                          |                                                      |  |
| 05.          | A gink                                   | The Gink                                             |  |
|              |                                          |                                                      |  |
| 06.          | Ki vagy te Szil Zsu?                     | Who Are You, Sue Snue?                               |  |
|              |                                          |                                                      |  |
| 07.          | A vendég                                 | The Guest                                            |  |
|              |                                          |                                                      |  |
| 08.          | A szundi szobor                          | The Snoozer                                          |  |
|              |                                          |                                                      |  |
| 09.          | A Winna-Bango tó titka                   | The Mystery of Winna-bago Falls                      |  |
|              |                                          |                                                      |  |
| 10.          | Ó, micsoda emberek                       | Oh, the People You'll Meet                           |  |
|              |                                          |                                                      |  |
| 11.          | Mindjárt sikerül                         | Almost There                                         |  |
|              |                                          |                                                      |  |
| 12.          | Blag-Bumm fenevad                        | The Blag-Bludder Beast                               |  |
|              |                                          |                                                      |  |
| 13.          | Koszvadász                               | The Muckster                                         |  |
|              |                                          |                                                      |  |
| 14.          | Norval, a nagy                           | Norval the Great                                     |  |
|              |                                          |                                                      |  |
| 15.          | Max, a hős                               | Max the Hero                                         |  |
|              |                                          |                                                      |  |
| 16.          | Az út Ka-Larryba vezet                   | The Road To Ka-Larry                                 |  |
|              |                                          |                                                      |  |
| 17.          | Jene király                              | Yertle the King                                      |  |
|              |                                          |                                                      |  |
| 18.          | Horton telitalálata                      | Horton Has a Hit                                     |  |
|              |                                          |                                                      |  |
| 19.          | Születésnapos szarvas                    | The Birthday Moose                                   |  |
|              |                                          |                                                      |  |
| 20.          | Grincs kutyájára akad / Hazafelé félúton | The Grinch Meets His Max / Halfway Home To Malamaroo |  |
|              |                                          |                                                      |  |
| MÁSODIK ÉVAD |                                          |                                                      |  |
|              |                                          |                                                      |  |
| 21.          | ?                                        | The Cat in the Hat Takes a Nap                       |  |
|              |                                          |                                                      |  |
| 22.          | ?                                        | The Cat in the Hat Cleans Up His Act                 |  |
|              |                                          |                                                      |  |
| 23.          | ?                                        | The Cat in the Hat's Big Birthday Surprise           |  |
|              |                                          |                                                      |  |
| 24.          | ?                                        | The Sounds All Around                                |  |
|              |                                          |                                                      |  |
| 25.          | ?                                        | Make Yourself at Home                                |  |
|              |                                          |                                                      |  |
| 26.          | ?                                        | The Cat in the Hat's Flower Power                    |  |
|              |                                          |                                                      |  |
| 27.          | ?                                        | The Feed You Need                                    |  |
|              |                                          |                                                      |  |
| 28.          | ?                                        | The Cat in the Hat's First-First Day                 |  |
|              |                                          |                                                      |  |
| 29.          | ?                                        | The Cat in the Hat Gets a Package                    |  |
|              |                                          |                                                      |  |
| 30.          | ?                                        | The Cat in the Hat's Indoor Picnic                   |  |
|              |                                          |                                                      |  |
| 31.          | ?                                        | A Bird's Guide to Health                             |  |
|              |                                          |                                                      |  |
| 32.          | ?                                        | The Cat in the Hat Builds a Door-O-Matic             |  |
|              |                                          |                                                      |  |
| 33.          | ?                                        | A Bird's Best Friend                                 |  |
|              |                                          |                                                      |  |
| 34.          | ?                                        | The Cat in the Hat's Art House                       |  |
|              |                                          |                                                      |  |
| 35.          | ?                                        | Lester Leaps In                                      |  |
|              |                                          |                                                      |  |
| 36.          | ?                                        | There's Nothing to Fear in Here                      |  |
|              |                                          |                                                      |  |
| 37.          | ?                                        | Talkin' with the Cat                                 |  |
|              |                                          |                                                      |  |
| 38.          | ?                                        | Walkin' With the Hat                                 |  |
|              |                                          |                                                      |  |
| 39.          | ?                                        | The Cat in the Hat Helps a Friend                    |  |
|              |                                          |                                                      |  |
| 40.          | ?                                        | Cat's Play                                           |  |
|              |                                          |                                                      |  |